# Zelandobius gibbsi
Zelandobius gibbsi är en bäcksländeart som beskrevs av Mclellan 1993. Zelandobius gibbsi ingår i släktet Zelandobius och familjen Gripopterygidae. Inga underarter finns listade i Catalogue of Life.